# HSMG
HSMG (ang. High Strength Metallurgical Graphene) – grafen polikrystaliczny, wytwarzany na podłożu metalicznej fazy ciekłej. 
Ważną cechą tego procesu, w stosunku do innych metod wytwarzania na stałych substratach, jest uzyskanie nisko zdefektowanych struktur. HSMG jest formowany na idealnie gładkiej powierzchni cieczy. Podczas formowania grafenu z fazy gazowej na podłożach stałych, tworzenie niezdefektowanej warstwy grafenu utrudniają nierówności i defekty powierzchniowe podłoża. Formowanie ciągłych mono warstw grafenu na metalicznej cieczy ma również tę zaletę, że pozwala na samoorganizację powstających ziaren grafenu, wynikającą z możliwości obrotu płatków grafenowych przed utworzeniem warstwy ciągłej. Dzięki temu kąt dezorientacji granic ziaren jest równy lub bliski zero. Tak uformowany, wielkopowierzchniowy grafen, charakteryzuje się wysoką wytrzymałością mechaniczną, zbliżoną do wytrzymałości teoretycznej. Metoda ta została opracowana i opatentowana przez zespół naukowców z Instytutu Inżynierii Materiałowej Politechniki Łódzkiej, pod kierunkiem prof. inż. Piotra Kuli.